# 春はどこから来るのか?
「春はどこから来るのか?」（はるはどこからくるのか）は、日本の女性アイドルグループ・NGT48の楽曲。作詞は秋元康、作曲はエガワヒロシが担当した。2018年4月11日にNGT48の3作目のシングルとしてソニー・ミュージックレーベルズ（アリオラジャパン）から発売された。楽曲のセンターポジションは本間日陽が務めた。

## 背景とリリース
前作「世界はどこまで青空なのか?」から4か月ぶりのシングル。Type-A、Type-B、Type-C（以上、CD+DVD）、NGT48 CD盤（CDのみ）、Special Edition（デジタル・ダウンロード）の5形態で発売。なおSpecial Editionは2018年4月10日に配信開始された。
選抜メンバーは前作から6名増え、2018年2月8日の発表時点におけるNGT48の初期メンバー24名全員が選出された。研究生の日下部愛菜、清司麗菜、髙橋真生、中村歩加、奈良未遥、西村菜那子が初選抜となった。
カップリングには、柏木由紀がセンターを務めるNGT48のなかでも歌唱力に定評のあるメンバー「NGT48初代うた選抜」による「蒸発した水分」、北原里英のソロ卒業ソング「私のために」、不思議キャラといわれる4人による「あとで」、20歳以上の大人メンバーで構成された「セクシー6」による「Whatcha Gonna Do」、通称「新潟GENKI」チームによる「反省ソーダ」が収録されている。

## アートワーク
| Type-A     | 荻野由佳・小熊倫実・柏木由紀・加藤美南・角ゆりあ・北原里英・日下部愛菜・佐藤杏樹     |
| Type-B     | 菅原りこ・清司麗奈・高倉萌香・髙橋真生・太野彩香・中井りか・中村歩加・奈良未遥       |
| Type-C     | 西潟茉莉奈・西村菜那子・長谷川玲奈・本間日陽・宮島亜弥・村雲颯香・山口真帆・山田野絵 |
| NGT48 CD盤 | 「春はどこから来るのか?」選抜メンバー24名                                            |

アーティスト写真およびジャケット写真は、2018年1月某日に新潟県スポーツ公園（新潟市）において、雪が降り積もる氷点下の極寒のなか、春をイメージした衣装で撮影された。

## ミュージック・ビデオ
春はどこから来るのか?
「春はどこから来るのか?」のミュージック・ビデオは「継承」がテーマとなっており、NGT48からの卒業を控える北原里英が「魂の継承」のためにメンバーを追いかけるシーンでは、メンバーが雪道を全力疾走する姿が描かれた。ダンスシーンは新潟県スポーツ公園がロケ地のひとつになっている。監督は小林勇貴が担当した。

## メディアでの使用
春はどこから来るのか?
日本テレビ系『バズリズム02』2018年4月度オープニングテーマ。
日本テレビ系『ウチのガヤがすみません!』2018年4月度エンディングテーマ。
チューリップテレビ『#きとキュン♥トラベラーwith T』2018年4月度エンディングテーマ。

## シングル収録トラック

### Type-A
| #         | タイトル                                 | 作詞      | 作曲          | 編曲      | 時間  |
| --------- | ---------------------------------------- | --------- | ------------- | --------- | ----- |
| 1.        | 「春はどこから来るのか?」                | 秋元康    | エガワヒロシ  | 板垣祐介  | 4:54  |
| 2.        | 「蒸発した水分」                         | 秋元康    | MS play beats | 若田部誠  | 4:20  |
| 3.        | 「私のために」(北原里英)                 | 秋元康    | 田中明仁      | 立山秋航  | 4:47  |
| 4.        | 「春はどこから来るのか? off vocal ver.」 |           | エガワヒロシ  | 板垣祐介  | 4:54  |
| 5.        | 「蒸発した水分 off vocal ver.」          |           | MS play beats | 若田部誠  | 4:20  |
| 6.        | 「私のために off vocal ver.」            |           | 田中明仁      | 立山秋航  | 4:46  |
| 合計時間: | 合計時間:                                | 合計時間: | 合計時間:     | 合計時間: | 28:04 |

| #  | タイトル                                                           | 作詞 | 作曲・編曲 | 監督     |
| -- | ------------------------------------------------------------------ | ---- | ---------- | -------- |
| 1. | 「春はどこから来るのか? Music Video」                              |      |            | 小林勇貴 |
| 2. | 「私のために Music Video」                                         |      |            | 高橋栄樹 |
| 3. | 「祝卒業 NGT48初代キャプテン 北原里英 〜新潟の女になりました。〜」 |      |            | 高橋栄樹 |

### Type-B
| #         | タイトル                                 | 作詞      | 作曲          | 編曲      | 時間  |
| --------- | ---------------------------------------- | --------- | ------------- | --------- | ----- |
| 1.        | 「春はどこから来るのか?」                | 秋元康    | エガワヒロシ  | 板垣祐介  | 4:54  |
| 2.        | 「蒸発した水分」                         | 秋元康    | MS play beats | 若田部誠  | 4:20  |
| 3.        | 「あとで」                               | 秋元康    | バグベア      | 立山秋航  | 3:00  |
| 4.        | 「春はどこから来るのか? off vocal ver.」 |           | エガワヒロシ  | 板垣祐介  | 4:54  |
| 5.        | 「蒸発した水分 off vocal ver.」          |           | MS play beats | 若田部誠  | 4:20  |
| 6.        | 「あとで off vocal ver.」                |           | バグベア      | 立山秋航  | 2:59  |
| 合計時間: | 合計時間:                                | 合計時間: | 合計時間:     | 合計時間: | 24:30 |

| #  | タイトル                                                    | 作詞 | 作曲・編曲 | 監督       |
| -- | ----------------------------------------------------------- | ---- | ---------- | ---------- |
| 1. | 「春はどこから来るのか? Music Video」                       |      |            | 小林勇貴   |
| 2. | 「あとで Music Video」                                      |      |            | 戸塚富士丸 |
| 3. | 「NGT48劇場オープン2周年特別企画イベント 世界記録に挑戦！」 |      |            |            |

### Type-C
| #         | タイトル                                 | 作詞      | 作曲           | 編曲           | 時間  |
| --------- | ---------------------------------------- | --------- | -------------- | -------------- | ----- |
| 1.        | 「春はどこから来るのか?」                | 秋元康    | エガワヒロシ   | 板垣祐介       | 4:54  |
| 2.        | 「蒸発した水分」                         | 秋元康    | MS play beats  | 若田部誠       | 4:20  |
| 3.        | 「Whatcha Gonna Do」                     | 秋元康    | you-me、APAZZI | APAZZI、you-me | 4:21  |
| 4.        | 「春はどこから来るのか? off vocal ver.」 |           | エガワヒロシ   | 板垣祐介       | 4:54  |
| 5.        | 「蒸発した水分 off vocal ver.」          |           | MS play beats  | 若田部誠       | 4:20  |
| 6.        | 「Whatcha Gonna Do off vocal ver.」      |           | you-me、APAZZI | APAZZI、you-me | 4:20  |
| 合計時間: | 合計時間:                                | 合計時間: | 合計時間:      | 合計時間:      | 27:12 |

| #  | タイトル                                                   | 作詞 | 作曲・編曲 | 監督     |
| -- | ---------------------------------------------------------- | ---- | ---------- | -------- |
| 1. | 「春はどこから来るのか? Music Video」                      |      |            | 小林勇貴 |
| 2. | 「Whatcha Gonna Do Music Video」                           |      |            | 三石直和 |
| 3. | 「NGT48研究生「下の名で呼べたのは…」ドキュメンタリー映像」 |      |            |          |

### NGT48 CD盤
| #         | タイトル                                 | 作詞      | 作曲          | 編曲      | 時間  |
| --------- | ---------------------------------------- | --------- | ------------- | --------- | ----- |
| 1.        | 「春はどこから来るのか?」                | 秋元康    | エガワヒロシ  | 板垣祐介  | 4:54  |
| 2.        | 「蒸発した水分」                         | 秋元康    | MS play beats | 若田部誠  | 4:20  |
| 3.        | 「反省ソーダ」                           | 秋元康    | 伊藤俊吾      | 小幡康裕  | 4:28  |
| 4.        | 「春はどこから来るのか? off vocal ver.」 |           | エガワヒロシ  | 板垣祐介  | 4:54  |
| 5.        | 「蒸発した水分 off vocal ver.」          |           | MS play beats | 若田部誠  | 4:20  |
| 6.        | 「反省ソーダ off vocal ver.」            |           | 伊藤俊吾      | 小幡康裕  | 4:26  |
| 合計時間: | 合計時間:                                | 合計時間: | 合計時間:     | 合計時間: | 27:25 |

### Special Edition
| #  | タイトル                  | 作詞   | 作曲           | 編曲           |
| -- | ------------------------- | ------ | -------------- | -------------- |
| 1. | 「春はどこから来るのか?」 | 秋元康 | エガワヒロシ   | 板垣祐介       |
| 2. | 「蒸発した水分」          | 秋元康 | MS play beats  | 若田部誠       |
| 3. | 「私のために」            | 秋元康 | 田中明仁       | 立山秋航       |
| 4. | 「あとで」                | 秋元康 | バグベア       | 立山秋航       |
| 5. | 「Whatcha Gonna Do」      | 秋元康 | you-me、APAZZI | APAZZI、you-me |
| 6. | 「反省ソーダ」            | 秋元康 | 伊藤俊吾       | 小幡康裕       |

## 選抜メンバー
- 荻野由佳
- 小熊倫実
- 柏木由紀
- 加藤美南
- 角ゆりあ
- 北原里英
- 日下部愛菜
- 佐藤杏樹
- 菅原りこ
- 清司麗菜
- 高倉萌香
- 髙橋真生
- 太野彩香
- 中井りか
- 中村歩加
- 奈良未遥
- 西潟茉莉奈
- 西村菜那子
- 長谷川玲奈
- 本間日陽
- 宮島亜弥
- 村雲颯香
- 山口真帆
- 山田野絵